# 스테퍼니 마치
스테퍼니 마치(Stephanie March, 1974년 7월 27일 ~ )는 미국의 배우이다.

## 출연 작품

### 영화
- 미스터 & 미세스 스미스 - 줄리 역
- 와이 스톱 나우 - 트리시 역
- 이노센스 - 나탈리 크로포드 역
- 더 소셜 원스

### 드라마
- 메이드 인 저지